# Türk Birodalom
Az első Türk Birodalmat Bumin hozta létre testvérével, Istemivel 551-ben, amikor a türkök legyőzték addigi uraikat, az „ázsiai avaroknak” is mondott zsuanzsuanokat az éppen széttagolt Kína egyik állama, a Nyugati Vej szövetségében. Bumin a kagán címet viselve a birodalom keleti részét igazgatta, de övé volt a főség az egész birodalomban, míg Istemi a nyugati részt jabgu címmel, bár alattvalói és főleg az utókor őt is gyakran kagánként tartották számon. Istemit tekintik a Nyugati Türk Kaganátus megalapítójának, bár az ő idejében a birodalom még egységes volt. A 7. században a birodalom két részre szakadt, majd sikerült újra egyesíteni, de a felemelkedő Tang-dinasztia és az Arab Kalifátus között a 8. században felőrlődött.

## A türkök felemelkedése
A türkök törzse, amelynek vezető rétege nevük alapján valószínűleg kelet-iráni eredetű volt, valamint a későbbi birodalom etnikai többségét alkotó török népek is a Zsuanzsuan Birodalom uralma alatt éltek a 6. század elején. A zsuanzsuanok (ázsiai avarok) uralkodó rétege sztyeppei lovasnomád gazdálkodást folytatott, amelyet a lótartás túlsúlya jellemzett kiegészítő birkatartással. Az alávetett török népeknél, akik a zsuanzsuanok sztyeppéjétől északabbra nedvesebb, erdősebb területen éltek a disznótartás és a marhatartás volt az állattartásban jelentősebb, valamint a földművelésük súlya is nagyobb volt, Foglalkoztak ezentúl földműveléssel, gyűjtögetéssel, vasművességgel.  A lótartás a zsuanzsuanok számára a mozgékonyságot, egy nagy birodalom összetartásának lehetőségét biztosította. Az 535. év világméretű éghajlati katasztrófája alapjaiban változtatta meg a helyzetet. A sztyeppén évtizedes szárazság és éhínség következett, amely az avarok lóállománnyát drasztikusan csökkentette. A kevésbé egyoldalú türk és török gazdaságra, az amúgy is északabbra eső nedvesebb területeken ez az éghajlat változás kevésbé volt romboló hatással, ezért megváltoztak az eddigi erőviszonyok.  A türkök – és a török népek – ezután váltak fokozatosan lovas néppé, de Tonjukuk felirata szerint még a 7. században is olyan kicsi volt a lóállományuk, hogy a türk hadsereg kétharmada volt csak lovas, egyharmada gyalogos katona. 
A türk uralkodó réteg – akik magukat göktürköknek, vagyis égi törököknek nevezték – Bumin vezetésével 545-ben közvetlen diplomáciai kapcsolatba léptek a kínai Nyugati Vej állammal az avarok megkerülésével. A zsuanzsuanok szolgálatában 546-ban megelőző csapást mért a lázadó ujgurok és ting-lingek (tielök) törzseire, , majd 551-ben gyakorlatilag megmentették őket attól, hogy az akkora már igen gyenge avarokat kiirtsák, amiért azt várta, hogy beházasodhat a zsuanzsuan uralkodó dinasztiába. Ebben a reményében csalatkozva a zsuanzsuanok ellen a Nyugati Vej állammal szövetkezett és 552-ben legyőzte az utolsó zsuanzsuan uralkodót, Anagujt, aki öngyilkosságot követett el bizonyára azért, hogy a rituális kivégzést elkerülje. 

## Az első egységes kaganátus

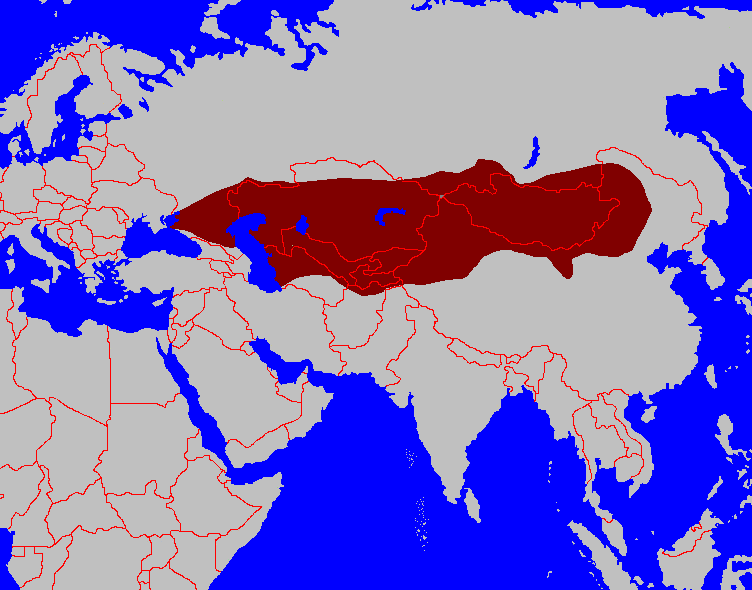
Az első türk kaganátus

552-ben Bumin és Istemi létrehozták a türk kaganátust két központtal. Bumin magát il-kagánnak, azaz nagy kagánnak nyilvánította. A keleti központ Ötüken – a Hangáj-hegység része – a kagánnak karizmatikus felhatalmazást adó hegy lett, míg Istemi nyugaton hozott létre centrumot – talán az Altaj hegységben az Aranyhegynél –, ahol a szogdok városai is uralma alá kerültek. A fejlett szogd kultúra is hatással volt a birodalomra, a szogd nyelv lett a kancellária nyelve, sőt a nyilván utólag felvett Bumin és Istemi neveket is a szogd nyelvből tudta Harmatta János megmagyarázni. Eszerint Bumin neve a föld szó birtokos képzős alakja (bumi-na), azaz a Bumin kagán annyit tesz, mint a Föld királya. Istemi neve pedig az óiráni stāna, azaz hely, ország származéka, azaz ő pedig az ország királya/jabguja volt, ami érezhetően egy fokkal alacsonyabb rang, mint a Föld királyáé. A jabgu egyébként régebbi cím a családban, mint a kagáni, már Bumin és Istemi apja, Na-tu-lu is viselte dinasztiájukból az A-si-na-házból (Asina-klán).
552-ben meghalt Bumin és rövid ideig idősebb fia, Kolo kagán, majd fiatalabb fia, Mugan kagán (552-572) uralkodott, aki létrehozta a nagy birodalom alapjait, uralma alá hajtotta a kitájokat, heftalitákat és kirgizeket, míg nagybátyja, Istemi nyugatra vezetett hadjáratokat a selyemút feletti ellenőrzés biztosításáért. 557-ben Istemi szövetséget kötött a szászánida I. Huszrau Anósírván sahhal, és együtt győzték le a heftalitákat, majd a türkök elfoglalták az Amu-darjától északra eső területeket a szogdokkal, akik a selyemkereskedelmet Kínával folytatták. A szogdok ezután fokozatosan eltörökösödtek.
568-ban azután türk követség érkezett Bizáncba Szilzibulosztól, aki nem lehet más, mint Istemi, akit egy érméje sri iapgu šaho, azaz jabgu király úrként említ, s itt ennek a görög változatáról van szó. Bizánc örült a közeledésnek, de előbb fel akarta mérni a helyzetet és ő is küldött követséget Zemarkhosz vezetésével. A fő kérdés a selyemút ellenőrzése volt, bár Bizáncban ekkoriban kezdték meg a selyemhernyótenyésztést a Kínából lopott gubókkal.
A követségekről Menandrosz leírásából tudunk, aki megjegyzi, hogy ekkoriban az ugurok a Volgától nyugatra éltek és a nekik behódolt alánokkal együtt elfogadták a türkök főségét, így az ogurok helyi hatalma megmaradt. Géza fejedelem nevében megőrződött a jabgu tisztség, aminek a nyugati türköknél kialakult egy dzsebu/dzsevu alakja, és Géza neve a magyarban eredetileg pedig Dzseucsa/Dzsevicsa alakban hangzott.
567 után az alánok 575-ben már és az onogurok is a türkök fennhatósága alá tartoztak, 576-ban pedig elfoglalták a kimmériai Boszporosz városát, a mai Kercset. A türkök a meghódított szavirokat, alánokat, onogurokat és ugorokat egyetlen alárendelt törzsszövetségbe, a kazárok törzsszövetségébe szervezték.
Istemi 576-ban halt meg. Ekkor, egy bizánci követjárásról beszámoló Menander Protektor szerint a nyugati türköknek nyolc törzse volt.

## Megosztott birodalom

### Keleti türk birodalom
A negyedik kagán halála után 584 körül a birodalom két részre (keleti és nyugati) bomlott. 630 körül az új kínai hatalomnak, a Tang-dinasztiának sikerült a keleti göktürk kaganátust protektorátusokra osztania és a keleti türköket így közvetlen hatalma alá vonnia.

### Nyugati türk birodalom
635-ben Kuvrat a Fekete-tenger északi partján elszakadt a türk befolyás alól és megalakította a független onogur-bolgár birodalmat. Erre válaszul a nyugati türkök katonai reformot hajtottak végre, hogy megerősítsék a nyugati szárnyukat.
635 után a nyugati türkök az addigi nyolc törzs rendszeréről áttértek a tíz törzsre. Erre a felosztásra vonatkozott az on oq, a szó szerint tíz nyíl azaz tíz nemzetség elnevezés. Ezt két résztörzsszövetségre bontották egy keletire (bal) és nyugatira (jobb), 5-5 törzzsel, a keletiek élén 1-1 csor a nyugatiakén 1-1 erkin állt, de a teljes titulatúrába belevették a régebbi rendszer szerinti címeket (tudun, csopan, bojla, tarkan, apa, ni-shu) is, így a 10 „törzsfő” (sad) teljes címe változatosabb volt. Eredetileg a jobbszárny 3 törzsből állt, egy-egy tudun, ni-shu és csopan vezetésével, amihez hozzáadtak két kült (így volt két kül erkin, majd tudun erkin, stb.). A balszárny régi 5 vezetője pedig valószínűleg egy-egy tudun, tarkan, bojla, apa és csopan volt (azaz újonnan tudun csor, tarkan csor stb.). A rendszer leírását a kínai Hsin T'ang-shu őrizte meg a 650-es évekből.
659 körül a Tang-császár sikerrel befolyása alá vonta a nyugati onoq kaganátus területét is, teljesen rátéve kezét a Selyemútra.

## A második egységes kaganátus

### Előzmények

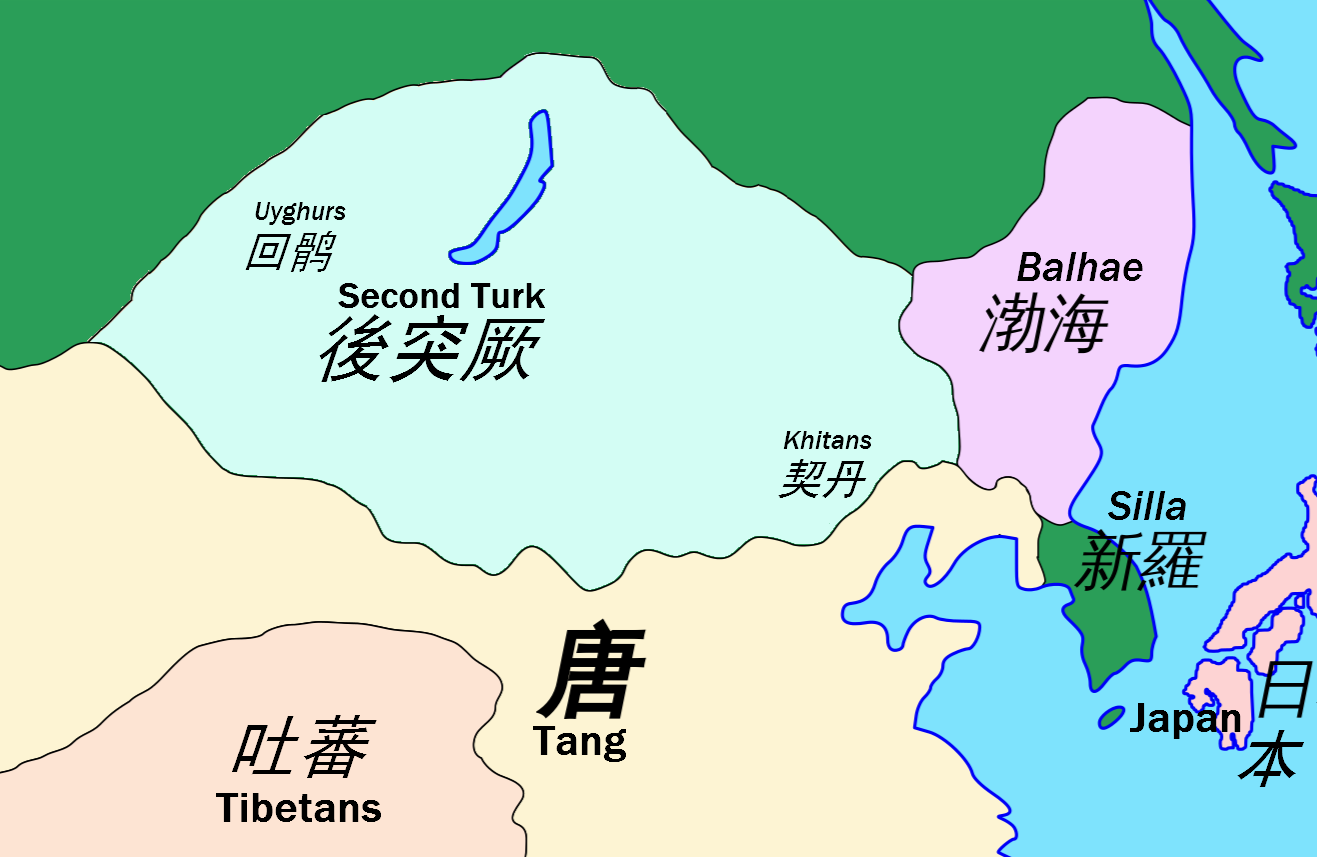
A Második Türk Birodalom 700 körül.

Amikor a keleti türköket 630-ban a kínaiak leverték, és ezzel az Első Türk Kaganátus önállósága megszűnt, Tang Taj-cung császár a birodalom engedelmes alattvalóivá és szövetségeseivé akarta a türköket változtatni. A türkök törzsi szervezetét, adminisztratív beosztását nem változtatta meg, de a türk előkelők rétegét a kínaiak magukhoz édesgették. Több száz türk előkelő kapott kínai rangokat és címeket, még többnek engedték meg, hogy részt vegyenek a kínai udvari szertartásokon, és több ezer türköt telepítettek le Csanganban, a kínai fővárosban. A türk előkelők kínai neveket vettek föl, és elindultak az elkínaiasodás útján. De miután a türkök 650-ben kísérletet tettek függetlenségük visszanyerésére, a kínaiak erősítették a türk törzsek alávetettségét. 664-ben közigazgatási reformot hajtottak végre, s a Góbi sivatagtól északra elterülő részeket a hanhaji helytartósághoz, a keleti türkök lakta területet a jüncsungi, vagy később sanjüinek nevezett helytartósághoz csatolták. A sanjüi helytartóságot 3 területre és 24 prefektúrára (körzetre) osztották fel. Jóllehet a körzeteket türkök vezették, de ezek is kínai ellenőrzés alatt állottak. A türk tömegek igen nehéz körülmények között, mozgási szabadságukban korlátozva éltek, ugyanis nem hagyhatták el a kijelölt körzetüket. Legsúlyosabb terheik közé tartozott, hogy a saját előkelőik vezetése alatt fegyveresen kellett a kínaiakat támogatniuk azok hadjárataiban.
Kao Cung császár uralkodásának utolsó éveit a fokozott bel- és külpolitikai feszültség jellemezte. A kínai haderők jelentősen le voltak foglalva Indiában, Nepálban és Tibetben. 679-ben hatalmas vereséget szenvedtek a tibetiektől a Kuku-nórnál. Ilyen körülmények között a legrosszabbkor jött a hír a türkök lázadásáról. Már majdnem harminc éve teljes béke honolt az északi határon, s erre a támadásra a kínaiak nem voltak felkészülve. A felkelést az Asite nemzetség vezetője irányította, amely az Asina nemzetség után a második legelőkelőbb türk nemzetség volt. A 24 türk körzet vezetője is mellé állt, és rövidesen kikiáltották az Asina nemzetségbeli Nisifut kagánjuknak. A kínaiaknak azonban ez alkalommal sikerült időben csapatokat átvezényelni a nyugati hadszíntérről, és 680-ban leverték Nisifut, aki a csatában életét vesztette. Újabb kagán állt a felkelés élére Funien személyében, de őt is hamarosan elfogták és Csanganban kivégezték. Úgy tűnt ekkor, hogy a két évig tartó türk felkelési hullámot sikerült a kínaiaknak végleg vérbe fojtaniuk.
De nem így történt. A felkelés tüze továbbharapódzott, s a zászlót a szétvert türk seregek egyik katonai vezetője, Kutlug emelte magasra. Az Asina nembeli férfiú, aki az első kaganátus utolsó kagánjának, Hielinek távoli rokona volt, maroknyi emberrel indult el az egykori türk nagyság helyreállításának útján.
S ekkor a felkelésben döntő fordulat következett be: egy kínai neveltetésű előkelő türk, az Asite nembeli Jüancsen átállt a türkökhöz. Jüancsen azon türk fiatal előkelőkhöz tartozott, akik a türkök kínai rabságának idején születtek, s neveltetésüket a kínai fővárosban kapták. Itt rangjuknak megfelelően nevelték őket, a kínai nyelvet, irodalmat, zenét, közigazgatást tanulták, s a kínaiak joggal várták el, hogy e „janicsárok” a Mennyei Birodalom odaadó hívei legyenek. De a kínai neveltek legtöbbje visszatérvén hazájába a kínaiak legádázabb ellenfele lett.
Jüancsent is, mikor kitanult, megbízták a sanjüi kormányzóság vezetésével, de miért, miért nem, 681-ben már kínai börtönben ült. Ekkor a kínaiak tárgyalni küldték a Jin-sanban állomásozó türk lázadókhoz, itt Jüancsen átállt Kutlughoz. Ettől kezdve türk nevet vesz fel, azt használja. Ő az a Tonjukuk, aki még két türk kagánt szolgált ki hűségesen. A Második Türk Kaganátus legnagyobb államférfija lett belőle, s életét és tetteit a tiszteletére emelt emlékkövön örökítették meg. Tonjukuk átállása óriási politikai siker volt Kutlug számára, s egyben a 24 türk prefektúra türkjeinek szolgálatát is jelentette. Kutlug Tonjukuk tanácsára nyilvánította magát Elteris kagánnak, s Tonjukuk pedig a kínai források szerint az apa-tarkan, a türk feliratok szerint a bojla-baga-tarkan címet kapta. 

### A Második Türk Birodalom (682-744)
Mikor Kutlug magát Elteris kagánnak nyilvánította 687-ben, jelezte, hogy önálló birodalom uralkodójának tartja magát. A türk uralkodók ugyanis, mint később az ujgurok és más népek is, trónnév felvételével jelezték uralkodásuk kezdetét. Kutlug uralkodói neve, az Elteris beszédesen ’a népgyűjtő’ jelentést viselte. De hátra volt még a nagy feladat: a türk népet a kínai határvidékről az ősök otthonába, az Ötüken-hegységbe elvezetni, mely a Hangáj hegység keleti részével azonosítható. A régi hazába azonban nehéz volt eljutni, mivel ott az oguzok kilenc törzsből álló törzsszövetsége, az ún. tokuz-oguzok tanyáztak. Kutlug-Elteris türk népe erőltetett menetben haladt át a Góbi sivatagon északnyugati irányban, a kiszáradt Kök-Öng (ma Ongin-gol) folyó mentén, s gyorsan érkezett meg a Tola és az Orhon folyók vidékére. A tokuz-oguzok leverésével a türk függetlenség egyik fő akadálya is megszűnt.
Kutlug-Elteris kagán, a pusztai exodus vezetője, a Türk Birodalom helyreállítója nem sokkal a függetlenség kivívása után, 691-ben meghalt. Mivel Kutlug fiai még kiskorúak voltak, utóda a kagáni trónon testvére, Kapgan lett. Kapgan kagán nevét a kínai források Mocso alakban írták le, mely egy türk Begcsor nevet ad vissza, a név mindkét eleme ismert türk méltóságnév. Kapgan hosszú uralkodása (691–716) a Második Türk Birodalom igazi fénykorát hozta el. Kapgan erélyes, határozott politikát folytatott, a birodalmi nagyságot negyed századon át fenn tudta tartani, minden irányban jelentős katonai sikereket könyvelhetett el. Természetesen az egyik legfontosabb kapcsolata minden kelet-belső-ázsiai birodalomnak a kínai volt. Kapgan ügyes politikája lehetővé tette, hogy még Kína belügyeibe is beleszóljon: aktívan részt vett a kínai belső trónharcokban a legitim Tang-dinasztia képviselőjét támogatva. Persze az ilyen nomád segítségnek ára volt mindig. Kapgan szerette a fizetséget selyemben, fegyverben és más földi javakban megkapni, s ha ez nem mindig sikerült, kész volt rablóhadjáratban elvinni azt, amit békésen nem kapott meg. Így nem meglepő, hogy a kínai barátság ellenére akaratát gyakran katonai erővel kényszerítette a kínaiakra. Hogy ez lehetséges volt, a türkök erejét és a kínaiak akkori gyengeségét mutatja.
Kapgan uralkodása szakadatlan harcok története közeli és távoli népekkel, birodalmakkal. Teljességre törekednünk itt lehetetlen, mindössze a hadjáratok főbb irányait és kimenetelüket jelezzük. 696–697-ben a kitajokat verte le kínai segítséggel, 699-ben az egykori nyugati türk törzseket. Ekkor ugyan pár évig az Első Türk Birodalom nagysága állt helyre, de Nyugat-Turkesztán területén tartós sikereket Kapgan nem könyvelhetett el. Ez az egykori nyugati türk terület a Kapgan hódítását követő évet leszámítva a politikai szétszórtság állapotában volt, s az egykori nyugati türk egység sohasem állt helyre. A legerősebb egykori nyugati türk törzset, a türgest is csak rövid időre tudta Kapgan újból maga alá vetni 711–712-ben. 706–707-ben a bajirku népet, az egyik legjelentősebb oguz törzset győzték le a türkök a Kerülen folyó felső folyásánál, majd 709-ben a csik és az áz népet Tuvában. Még ugyanebben az évben nagy hadjáratot vezettek a kirgizek ellen a Felső-Jenyiszej vidékére. 712–713-ban újból átkeltek a türk seregek a Szir-darján. Tartós sikereket azonban nem értek el Szogdiában, s a terjeszkedő arab hódításnak sem tudtak gátat vetni. A 7–8. század fordulója a nagy iszlám terjeszkedés kora. A 7. században az arabok egész Iránt elfoglalták már, és átkelvén az Amu-darján, a két nagy folyó közében is harcoltak. A türköknek nem sikerült tartósan feltartaniuk az új hódítókat, így Kapgan seregei lényegében dolgavégezetlenül távoztak Szogdiából. A 8. század elejétől kezdve az iszlám egyre feltartóztathatatlanabbul terjedt az Amu-darja és Szir-darja közti iráni és török nyelvű lakosság körében, s rövidesen egyeduralkodó vallásukká lett.
714-től kezdve a környező meghódított népek közül egyre többen lázadoztak a türk uralom ellen, s Kapgan kagán halála 716-ban csak újabb ösztönzést adhatott az elszakadási kísérleteknek. De rövid átmeneti gyengülés után a Türk Birodalom ismét virulens lett, hála a birodalomalapító Kutlug két fiának, Bilgének és Kül-teginnek. A két Kutlug-fi már nagybátyjuk, Kapgan kagán országlása alatt is fontos katonai-vezető szerepeket töltött be, s most Kapgan halála után Kül-tegin vette kezébe a dolgok irányítását. Kutlug fiai lettek volna a jogos örökösök, de Kapgan már régóta készítette elő az utat a saját fiai számára. Nagyobbik fiát, Fuküt már 699-ben kiskagánná nevezte ki a birodalom keleti részeinek kormányzására, másik fiát, Inelt is később ezzel a címmel ruházta fel. Kül-tegin azonban résen volt, s nem sokkal azután, hogy Fukü apja trónjára lépett, Kül-tegin Fuküt és annak egész családját megölette. De nem ő maga foglalta el a trónt, hanem bátyját tette meg uralkodónak, akit a kínai források Mokiliennek, a türk feliratok pedig trónnevén Bilge kagánnak, azaz ’bölcs’ kagánnak neveztek. A régi politikai garnitúrából csak Tonjukuknak kegyelmezett meg Kül-tegin, mivel Tonjukuk lánya Bilge kagán felesége volt. Bilge hosszú uralma is még a virágzás jegyében telt, sikerült a birodalom határait megtartani. A korszak sűrű háborúskodásairól a türk feliratok és a kínai források alapján plasztikus képet lehet rajzolni. A kínaiakkal a szokásos békés kereskedelem vagy háború alternatívájában folyt a kapcsolat, s a birodalom alávetett nomád népeit is többé-kevésbé sikerült türk fennhatóság alatt megtartani. Különösen fontos volt ez a türkök legerősebb nomád ellenfele, a tőlük északra lakó tokuz-oguz törzsszövetség esetében. Kül-tegin, aki bátyjának végig jobbkeze volt a hadakozásokban, 731-ben halt meg, majd rá pár évre, 734-ben Bilge kagán is elhunyt, jobban mondva megmérgezték. A halálát követő anarchiát a lázongó alávetett népek kihasználták, s az utolsó türk kagánt, Ozmist a baszmilok törzse 744-ben megölte. A következő évben, 745-ben pedig megtörtént az ujgur hatalomátvétel: egy addig alávetett török nép ragadta meg a nagy nomád birodalom feletti hatalmat. 

## Jelentősége
A türkök két évszázados hegemóniája meghatározó jelentőségű volt Belső-Ázsia történetében, s ennek elsősorban nem az az oka, hogy jóval bővebb és sokrétűbb forrásanyag segítségével rajzolhatjuk meg történetüket. Fontosságukat két dolog határozza meg. Az egyik az, hogy a 6–8. század Bizánctól Kínáig nagy események tanúja. Az iszlám keletkezése, majd elterjedése, a tibeti királyság felemelkedése (l. a 10. szakaszt), Kína kivirágzása a Tang-dinasztia alatt – mind világtörténeti súlyú események, melyek önmagukban is rangot kölcsönöznek a velük egykorú belső-ázsiai eseményeknek. De a türkök nem passzív szemlélői voltak koruknak: az iszlám elleni harcaikkal Közép-Ázsiában, a tibetiekkel és kínaiakkal való kapcsolataik révén a világtörténet aktív formálói voltak ezekben a századokban. A másik dolog, mely döntően megkülönbözteti a türköket az előző nomád birodalmaktól, az az, hogy a türkök a társadalmi és az állami fejlődésnek egy, a korábbi belső-ázsiai nomádokénál magasabb szintjére jutottak el. A törzsek nagyobb fokú integrációja az állami hatalom erősödéséhez vezetett, s ez fejeződött ki az írásbeliség megjelenésében is. A türkök megtették azt a lépést, amely a nomád törzsszövetségtől a szilárd államig vezetett el. De a meghódított népeket és a kultúrákat nem tudták igazán magukba olvasztani, s így megfelelő, a törzsit túllépő állami ideológia és a törzsi szervezet meghaladása híján birodalmuk sorsa éppúgy a szétesés volt, mint elődjeiké. Azt a teljes állami integrációt, amely egy birodalmat hosszan fenntart, csak Dzsingisz kánnak és mongol utódainak sikerült megteremteniük a 13. században. 